# 1936년 동계 올림픽 메달 집계
1936년 동계 올림픽 메달 집계는 1936년 동계 올림픽에서 획득한 메달 순으로 매긴 각국의 국가 올림픽 위원회들의 목록이다.

## 메달 집계
다음은 국제 올림픽 위원회에서 제공하는 정보를 토대로 한 표로, 금메달 · 은메달 · 동메달의 수 순서로 랭킹을 매긴다. 금은동의 수가 모두 동률일 경우, 같은 순위가 되고 IOC 국가 부호의 알파벳 순으로 목록에 표시한다.
주최국인 노르웨이는 연보라색으로 표시되어 있다.
| 순위 | 국가       | 금메달 | 은메달 | 동메달 | 합계 |
| ---- | ---------- | ------ | ------ | ------ | ---- |
| 1    | 노르웨이   | 7      | 5      | 3      | 15   |
| 2    | 독일       | 3      | 3      | 0      | 6    |
| 3    | 스웨덴     | 2      | 2      | 3      | 7    |
| 4    | 핀란드     | 1      | 2      | 3      | 6    |
| 5    | 스위스     | 1      | 2      | 0      | 3    |
| 6    | 오스트리아 | 1      | 1      | 2      | 4    |
| 7    | 영국       | 1      | 1      | 1      | 3    |
| 8    | 미국       | 1      | 0      | 3      | 4    |
| 9    | 캐나다     | 0      | 1      | 0      | 1    |
| 10   | 프랑스     | 0      | 0      | 1      | 1    |
| 10   | 헝가리     | 0      | 0      | 1      | 1    |
| 합계 | 합계       | 17     | 17     | 17     | 51   |